# バウリンガル
バウリンガル（Bow-Lingual）は、株式会社タカラ（現・タカラトミー、開発は子会社のドリームズ・カム・トゥルー）、株式会社インデックス、日本音響研究所長鈴木松美が共同開発した、犬とのコミュニケーションツール。日本では2002年9月発売。
本体と、犬の首輪に装着するワイヤレスマイクから構成される。
マイクで捕らえた犬の鳴き声を本体に転送しリアルタイムで分析、日本語に翻訳された感情表現を本体の液晶画面に表示する。出力されるのは「フラストレーション」「威嚇」「自己表現」「楽しい」「悲しい」「欲求」の6種類の感情。
当初は20万個の販売を目標としていたが、最終的には国内外で約30万個を売り上げ、2002年度のイグノーベル賞平和賞を受賞した。
なお、猫向けにミャウリンガルという姉妹品がある。
2009年8月27日には、機能を強化した新型「バウリンガルボイス」が発売。犬の言葉が音声で再生されるようになった他、心理テストやクイズなどいくつかのゲーム的コンテンツも実装された。
2010年11月11日ツイッター連携機能を搭載したバウリンガル for iPhone がリリース。初日、カテゴリー（SNS）で、ランキング1位。関西弁、土佐弁、犬の道（犬の鳴きまね判定）の辞書を初めて搭載した。

## テレビ番組
- 日経スペシャル ガイアの夜明け ペット王国に勝機あり（2003年1月5日、テレビ東京）[1]。